# Veronica nummularia
Espèce
Classification phylogénétique
Veronica nummularia, la Véronique nummulaire, est une petite plante de 5 à 10 cm de haut, à tiges rampantes et tortueuses, à petites fleurs bleues groupées en têtes denses.
C'est une espèce endémique des Pyrénées.

## Taxonomie
La classification classique place les véroniques dans l'ordre des Scrophulariales et dans la famille des Scrophulariacées ; la classification APG II les situe dans l'ordre des Lamiales et dans la famille des Plantaginacées.

## Écologie et habitat
Veronica nummularia pousse dans les éboulis humides calcaires ou schisteux des Pyrénées françaises et espagnoles entre 1 800 et 2 500 m. Elle fleurit de juin à août.